# بيرت ديفيس
بيرت ديفيس (بالإنجليزية: Bert Davis)‏ (11 أغسطس 1906 ببرادفورد في المملكة المتحدة - 1 يناير 1981) هو لاعب كرة قدم بريطاني (وحمل سابقاً جنسية المملكة المتحدة لبريطانيا العظمى وأيرلندا) في مركز الوسط. لعب مع كريستال بالاس وليستر سيتي ونادي سندرلاند ونادي جيزيلي ‏ ونادي برادفورد بارك أفنيو.